# Tang-kampagnen mod Karasahr
Tang-kampagnerne mod Karasahr var to militære kampagner sendt af kejser Taizong af Tang-dynastiet mod Tarim-bækken riget Karasahr, en vasal af det vestlige Turkiske Khaganat. Bystaten, som senere blev en del af Xinjiang, kan have været kendt for sine indbyggere med det tokariske navn Agni, som blev kaldt Yanqi i kinesiske kilder. Den første kampagne i 644 blev ledet af Tang-kommandanten Guo Xiaoke, protektor-general for Anxi-protektoratet i det vestlige Kina, der besejrede oasestaten og en vestlig tyrkisk hær og installerede en tang-loyalist som hersker. Den anden kampagne i 648, som var en del af kampagnen mod Karasahrs nabostaten Kucha, blev ledet af en tyrkisk general i Tang-dynastiet, Ashina She'er, der besejrede og besejrede Karasahr.

## Baggrund
Karasahr, et kongerige i Tarim-bækkenet, blev en lydstat under Tang-imperiet i 632. I 632 underlafgde de nærliggende oase-stater Kashgar og Khotan sig kinesisk overhøjhed, ligesom khanatet Yarkand i 635. Karasahr blev påvirket af persisk kultur, buddhisme og den græsk-buddhistiske kultur i Afghanistan.
Karasahrs hersker blev urolig, da kineserne ekspanderede ind i Centralasien. Efter erobringen af byen Turfan, centrum af kongeriget Gaochang, blev den kinesiske hær, der blev stationeret i nærheden, set som en direkte trussel. Dette er lidt ironisk, fordi Gaochangs militære aggression mod Karasahr (et svar på Karasahrs udvikling af en handelsrute til Kina, der omgåede Gaochang) tidligere havde tjent som en af forkærelserne for Tang-kampagnen mod Gaochang.

## 644 kampagnen
Karasahr afbrød sit underdanighedsforhold til Tang-dynastiet og indgik en alliance med det vestlige turkiske khaganat, dets tidligere suzarain. Kucha støttede Karasahrs oprør i 644, selvom det teknisk set var en vasal under Tang. Af frygt for Tang-imperiets militære ambitioner endte Kucha sin status som en kinesisk vasalstat. Tang kejser svarede ved at sende en hær ledet af kommandant Guo Xiaoke, protektorat-general for Anxi-protektoratet mod kongeriget. Long Lipozhun, en broder til den tidligere konge, gik over til Tang og tjente som Guo's guide. Guo planlagde et overraskelsesangreb, marcherede mod byen fra Yulduz og angreb riget ved daggry. Byen faldt, og kongen Long Tuqizhi blev fanget, da Tang-tropper svømmede over graven, der omringede byen. Guo Xiaoke indsatte Long Lipozhun som hersker og førte sin hær tilbage mod Gaochang med Long Tuqizhi som fange. Vesttyrkerne sendte et kavaleri på 5.000 mand for at hjælpe Karasahr. De ankom tre dage efter Guos afrejse og fangede Long Lipozhun. De forfulgte derefter Guo Xiaoke's hær, men blev besejret af Tang-tropperne. En af de vestlige tyrkiske ledere sendte senere en tudun til at herske over Karasahr, men tudunen trak ud efter at have modtaget trusler fra Tang Taizong. Karasahrs indbyggere indsatte derefter Long Lipozhuns fætter Xue Apo'anazhi som deres konge og forblev vasaler under de vestlige tyrkere.

## 648 kampagnen
Tang General Ashina She'er, medlem af den turkiske kongelige Ashina-familie, blev sendt til angreb på Kucha med 100.000 Tiele-hjælpekavaleri i 648. Selvom Tang-ekspeditionen ikke direkte angreb Karasahr, flygtede den pro-tyrkiske konge fra sin hovedstad og forsøgte at stoppe Tang-styrkerne ved Kuchas østlige grænser. Tang-ekspeditionen forfulgte, fangede og henrettede ham. En anden pro-Tang Karasahr-aristokrat, Lipozhuns fætter Xiannazhun, blev derefter indsat som hersker af Karasahr.

## Følger
Karasahr blev et af Tang-impirets fire Garnisoner i det pacificerede vest (de andre er Kucha, Khotan og Kashgar), da hovedkvarteret for protektoratet for pacificerede vest blev flyttet fra Gaochang til Kucha i 658 eller 659, men det er ikke klart, om nogen Tang-tropper blev stationeret i Karasahr mellem 648 og 658. Tang-dynastiet trak ud af Karasahr i 670 som følge af en tibetansk invasion af Tarim-bækkenet. Tang-styrkerne genvandt Tarimbækkenet i 692, men tabte det til tibetanerne for anden og sidste gang i 790-erne, hvorefter Tarim-bækkenet var blevet afskåret fra Tang-imperiet ved den tibetanske erobring af Gansu-korridoren i 760'erne.